# Igor Pokrajac
Igor Pokrajac (ur. 2 stycznia 1979 w Zagrzebiu) – chorwacki zawodnik mieszanych sztuk walki (MMA) wagi półciężkiej. W swojej karierze walczył m.in. dla: KSW, It’s Showtime, Jungle Fight, UFC oraz FEN.

## Kariera MMA

### Wczesna kariera
Pokrajac rozpoczął swoją karierę zawodową w MMA w 2003 roku, głównie w swojej rodzinnej Chorwacji. W ciągu następnych sześciu lat zebrał imponujący rekord 21-5.

### Ultimate Fighting Championship
W sierpniu 2009 roku ogłoszono, że podpisał kontrakt z UFC, a jego pierwsza walka odbyła się z Władimirem Macieuszenką 19 września 2009 roku na UFC 103. Przegrał walkę jednogłośnie.
Pokrajac następnie zmierzył się z Jamesem Te-Huną 21 lutego 2010 roku na UFC 110.  Pokrajac znów przegrał, tym razem przez TKO trzeciej rundy, z powodu uderzeń. Ta strata była nieco kontrowersyjna, ponieważ Te Huna miał Pokrajac w zmodyfikowanej pozycji krucyfiksu na macie i wykonał od pięciu do sześciu czystych strzałów w twarz Pokrajaca i chociaż Pokrajac nie był w stanie obronić się przed tą pozycją, sygnalizował sędziemu, że on było w porządku, chociaż sędzia nie uznał tego i zatrzymał walkę po strzale Te Huna bez odpowiedzi. Chociaż wyraźnie oszołomiony, Pokrajac zakwestionował zatrzymanie bezpośrednio po walce bezskutecznie.
Pokrajac następnie zmierzył się z Jamesem Irvinem 1 sierpnia 2010 roku na UFC w porównaniu z 2. połowie pierwszej rundy Pokrajac zdjął Irvina i natychmiast przejął kontrolę boczną na podłodze. Po wielokrotnym uderzeniu Irvin przewrócił się i został poddany przez tylnego nagiego dławika, podając Pokrajacowi swoje pierwsze zwycięstwo w UFC.
Pokrajac walczył ze Stephanem Bonnarem 4 grudnia 2010 roku w finale The Ultimate Fighter 12. Pokrajac przegrał jednomyślną decyzją.
Pokrajac pokonał Todda Browna 3 marca 2011 roku na UFC Live: Sanchez vs. Kampmann przez TKO na zakończenie pierwszej rundy. Brown został upuszczony przez kolano w ostatniej minucie i trafiony kilkoma czystymi strzałami, które zostały uratowane do końca rundy. Kiedy wojownicy wrócili do swoich kątów, Brown nie był w stanie wytrzymać własnej mocy i walka została przerwana.
Pokrajac miał spotkać się z Krzysztofem Soszyńskim 11 czerwca 2011 r. Na UFC 131, zastępując kontuzjowanego Anthony'ego Perosha. Jednak Pokrajac sam został zmuszony do wycofania się z kontuzji i zastąpiony przez powracającego weterana UFC Mike Massenzio.
Pokrajac / Soszyński ostatecznie miała miejsce 10 grudnia 2011 roku na UFC 140. Pokrajac pokonał Soszyńskiego w pierwszej rundzie KO.
Pokrajac miał się zmierzyć z Thiago Silvą 15 maja 2012 r. Na UFC w Fuel TV: Korean Zombie vs. Poirier, zastępując kontuzjowanego Brandona Vera. Jednak Silva został wycofany z walki, aby zmierzyć się z Alexandrem Gustafssonem 14 kwietnia 2012 roku na UFC na Fuel TV 2 po tym, jak oryginalny przeciwnik Gustafssona Antônio Rogério Nogueira wycofał się z walki, powołując się na kontuzję. Pokrajac zamiast tego zmierzył się z Fábio Maldonado podczas tego wydarzenia. Wygrał walkę jednomyślną decyzją (29–28, 30–27 i 29–28).
Pokrajac został pokonany przez Vinny'ego Magalhãesa przez drugi okrągły pałąk 22 września 2012 roku na UFC 152.
Pokrajac następnie zmierzył się z Joeyem Beltranem 15 grudnia 2012 roku na UFC na FX 6, zastępując kontuzjowanego Anthony'ego Perosha.  Pokrajac przegrał walkę jednogłośnie. Jednak 10 stycznia 2013 r. Ogłoszono, że Beltran nie przeszedł testu narkotykowego po walce, testując pozytywnie na nandrolon, a wynik walki został zmieniony na Brak konkursu.
Pokrajac zmierzył się z Ryanem Jimmo na UFC 161 w Winnipeg, Manitoba 15 czerwca 2013 r. Przegrał walkę jednogłośnie.
Pokrajac zmierzył się z Rafaelem Cavalcante 9 listopada 2013 r. Na UFC Fight Night 32. Przegrał przez poddanie z powodu strajków w pierwszej rundzie.
Pokrajac zmierzył się z Marcosem Rogério de Lima 20 grudnia 2014 r. Na UFC Fight Night 58. Przegrał walkę przez TKO w pierwszej rundzie, a następnie został zwolniony z promocji wkrótce potem.

### Po UFC
Po zwolneniu z Ultimate Fighting Championship, Pokrajac podpisał kontrakt na promocję Final Fight Championship Chorwacji. Jego debiut miał być z Maciejem Browarskim, ale został zastąpiony i teraz zadebiutuje w wadze ciężkiej przeciwko Archontis Taxiarchis na FFC 18 - Lublana w dniu 17 kwietnia 2015 r. Ważył 102 kg na oficjalnym ważeniu.

### Ponownie przejście do UFC
Pokrajac ponownie podpisał kontrakt UFC. Spotkał się z Janem Błachowiczem 10 kwietnia 2016 r. Na UFC Fight Night 86. Pokrajac przegrał walkę jednogłośnie.
Pokrajac miał się zmierzyć z Edem Hermanem 4 marca 2017 r. Na UFC 209. Jednak Pokrajac wycofał się z walki na początku lutego, z powodu kontuzji, i został zastąpiony przez Gadzhimurada Antigulova.
4 maja 2019 roku ogłoszono, że Pokrajac został zwolniony przez UFC.

### Fight Exclusive Night (FEN)
13 czerwca 2020 stoczył pojedynek z Michałem Kitą podczas gali „FEN 28: Lotos Fight Night”, ulegając rywalowi w 37 sekundzie pierwszej rundy.